# Lycidas anomaliformis
Lycidas anomaliformis är en spindelart som beskrevs av Zabka 1987. Lycidas anomaliformis ingår i släktet Lycidas och familjen hoppspindlar. Inga underarter finns listade i Catalogue of Life.